# Скобелева майка (пътен възел)
Вижте пояснителната страница за други значения на Скобелева майка.
Скобелева майка е пътен възел в източна част на Пловдив, на който се пресичат пловдивско околовръстно шосе (Републикански път II-56) и източната пловдивска пътна артерия - булевард „Цариградско шосе“ (Републикански път I-8).

## История
Пътният възел е пуснат в експлоатация на 20 октомври 2011 г. В изграждането му са вложени над 7 милиона лева. По проекта са изградени нов жп надлез с дължина 138 м и две пътни платна с обща ширина 26 м.
На 700 м западно от пътния възел се намира надлез „Скобелева майка“ с кръгово движение под надлеза до паметника на Олга Скобелева. Кръговото позволява да се свърже булевард „Цар Симеон“ с Цариградско шосе“. Разположението на Ботаническата градина не позволява булевард „Санкт Петербург“ да се продължи след хотел СПС и достигне до кръговото под надлеза.